# Виктор Берар
Викто̀р Бера̀р (на френски: Victor Bérard) е френски елинист, археолог, политик, дипломат и писател. Известен е с превода си на Омировата „Одисея“ на френски и с опита си да пресъздаде пътуванията на Одисей.
На Балканите той е най-известен с работата си „Турция и съвременния елинизъм. Македония: гърци, българи, власи, албанци, австрийци, сърби“ (La Turquie et l’hellénisme contemporain. La Macédoine: Hellènes. Bulgares. Valaques. Albanais. Autrichiens. Serbs), издадена в 1893 година (Париж, издателство Alcan). 

## Биография
Виктор Берар е роден на 10 август 1864 година в град Море в департамент Юра. Син е на Жан Батист Берар, фармацевт. По-малкият му брат, Леон Берар, става професор във факултета по медицина в Лион и виден онколог.
Учи в престижното висше училище Екол нормал в Париж (1884 – 1887), където негови учители са Фердинан Брунетиер и Пол Видал де ла Блаш. Продължава обучението си във Френското училище в Атина (1887 – 1890), което е „разсадник на видни елинисти“. Откъсът на Страбон за Омир, в който последният е наречен „поетът географ“, оказва огромно влияние върху живота и кариерата на Берар, изучаването на Омир става делото на живота му. :с. 21
През 1891 година изучава гръцки надписи в малоазийския Олимп. :с. 129
Неговата докторска дисертация (1894) е озаглавена „За произхода на култовете на Аркадия“ и се основава на резултатите от неговите разкопки в тази област. :с. 105
От 1894 година започва да пише статии в Revue de Paris.
В 1896 година е назначен за учител по география във Висшето военноморско училище, където преподава до 1914 година. Едновременно с това от 1896 година преподава в Практическото училище за висши изследвания в Париж, а от 1908 година е негов директор, оставайки на този пост до смъртта си през 1931 година.
През 1904 година Виктор Берар става главен редактор на Revue de Paris, но напуска изданието през 1911 година след конфликт с неговия директор. Причината е отказът на Берар да култивира колониална идеология, която не отговаря на неговите либерални идеи. :с. 22
В 1920 година става сенатор от Юра и остава такъв до смъртта си (1931). Като сенатор става председател на комисията по външни отношения на Сената през 1929 година.  
Умира на 13 ноември 1931 година в Париж.

## Трудове

### Омир
Дело на живота му става изучаването на Омир. Връх на изследванията му става превода на Одисея, със значително встъпление. Това става най-значимото филологическо събитие във Франция в 1924 година. С превода си в ритмична проза той има значителен принос за възраждането на филологията във Франция и е признат от Асоциацията „Гийом Бюде“.

### Повтаряйки пътя на Одисей
Вдъхновен от изключителните успехи на Хайнрих Шлиман в археологията, той започва да възстановява мислено, реконструирайки условията на древна навигация, бреговете на Средиземно море, които посещава Одисей. Той използва собствения си кораб за това, следвайки информацията, дадена в „Одисеята“.
Изследванията, предположенията и идеите на Берар са били интересни и правдоподобни. През следващите десетилетия обаче те са подложени на критика. Една от причините е фактът, че Берар пресъздава пътуването на Одисей на модерен кораб, използвайки технология, непозната на древните гърци. Освен това, когато се опитва да намери подробности като пещерата на Калипсо, Берар твърди, че Омир не измисля нищо и че са описани реални места, което само по себе си е спорно.
Въпреки това, както отбелязва Жан-Пиер Тиоле в Je m'appelle Byblos, Берар се споменава в географията на Одисеята и идентифицирането на места, описани от Омир  .

### Арменските кланета (1894 – 1896)
През 1896 г. прави пътуване до Османската империя, след което публикува произведението „Политиката на султана“ (La Politique du Sultan). В него обвинява султан Абдул-Хамид в организирането на кланетата на арменци в периода 1894 – 1896 година. Изразява убеждението си, че редица френски вестници са били подкупени от османското правителство, за да мълчат за турските зверства.

### Македония
В днешните Балкани Виктор Берар е известен най-вече като автор на книгата „Турция и елинизмът. Пътуване в Македония: гърци, турци, власи, албанци, българи, сърби“.
Книгата е издадена в 1893 година в Париж. В Гърция е издадена на гръцки в 1983 година, още преди разпадането на Югославия, но когато доктрината на македонизма в съседната държава вече е била официална. Самият Берар често твърди, че е филелин, но се изказва за оставането на Македония в Османската империя, като решение на въпроса. :с. 26 .
Берар описва интригите в региона на Италия, Франция, на папата, пише за армии от немски, руски и други агенти. Поради македонските гърци Аристотел, Филип II и Александър Македонски той смята, че македонците са гърци. :с. 88, 157, 328, 341, 342, 49 . 
Що се отнася до самата територия на днешната държава Северна Македония, той описва в град Струга хора, облечени в гръцки дрехи, които заявяват на „най-чистия гръцки език на гръцкия свят“, че „ние не сме гърци, ние сме българи“.  :с. 141
Той пише, че Охрид вече е в ръцете на българите  :с. 152 и че ако през 1850 година гръцкото население е било значително  :с. 156, сега са останали само бедните.
Той отбелязва, че в град Ресен власите, които говорели „най-чистия пелопонески гръцки“, заявили, че не са гърци, докато славянски свещеник, който трудно говорел гръцки, се противопоставил на българската църква. :с. 166 В Кочани власите, които говорели гръцки, „на който и атинянин би завидял“, заявили, че не са гърци и че „във вените им тече само латинска кръв“. :с. 171
Берар пише, че религиозната карта на вилаета Косово е същевременно и географска, доколкото всички недостъпни райони са населени с християни, а всички долини – с мюсюлмани. :с. 209
Пише, че славяните от региона в по-голямата си част започват да се наричат българи  :с. 264 и че сръбската пропаганда е закъсняла. Ако Косовският вилает все още може да се превърне в поле за конфронтация между българи и сърби, то във вилает Монастир българите добре знаели, че имат само един противник и това са гърците. :с. 271
Берар вижда в Македония гърци, турци, власи, албанци, българи, сърби, но не и македонци; не е познавал идеите намакедонизма.
Берар е един от най-ярките защитници на българската кауза в Македония. Водачът на Върховния македоно-одрински комитет генерал Иван Цончев пише за Берар: „Надали има българин, който тъй горещо да обича България, като тоя човек“.

### Произведения
- La Turquie et l’hellénisme contemporain. La Macédoine: Hellènes. Bulgares. Valaques. Albanais. Autrichiens. Serbs. Alcan, Paris 1893 (онлайн).
- La Politique du Sultan. Les massacres des Arméniens 1894–1896. в съавт. с Martin Melkonian: Les Marches du Temps, 1897.
- L’Angleterre et l’impérialisme. Armand Colin, Paris 1900 (, Digitalisat der englischen Übersetzung von 1906).
- Les affaires de Crète. Armand Colin, Paris 1902 (онлайн).
- Les Phéniciens et l’Odyssée. Armand Colin, Paris 1902 (Digitalisat Band 1, Band 2).
- The Russian empire and czarism. D. Nutt, London 1905 (онлайн).
- La France et Guillaume II. Armand Colin, Paris 1907 (онлайн).
- La Révolution Turque. Armand Colin, Paris 1909 (онлайн).
- Révolutions de la Perse. Les provinces, les peuples et le gouvernement du roi des rois. Armand Colin, Paris 1910 (онлайн).
- La Mort de Stamboul. 1913.
- Un mensonge de la science allemande. Les « Prolégomènes à Homère » de Frédéric-Auguste Wolf. 2. Auflage. Hachette et Cie, Paris 1917 (онлайн).
- Les traités de 1915 et de 1916. Discours à la réunion de la Serbie victorieuse tenue au Grand Amphithéatre de la Sorbonne le 16 janvier 1919. Blanchong, Paris 1919 (онлайн).
- Les navigations d’Ulysse. Armand Colin, Paris 1927–1929.
  - I. Ithaque et la Grèce des Achéens.
  - II. Pénélope et les barons des îles.
  - III. Calypso et la mer de l’Atlantide.
  - IV. Nausicaa et le retour d'Ulysse.
- La Résurrection d’Homère. Bernard Grasset, 1930 (онлайн).
  - I.Au temps des héros.
  - II. Le drame épique.
- L’Odyssée d’Homère. Etude et analyse. Mellotee, Paris 1931.
- Dans le sillage d’Ulysse. Album odysséen. Armand Colin, Paris 1933.

## Отличия
- Кавалер на Ордена на Почетния легион (1897)
- Наградата „Теруан“ на Френската академия (1901)
- Офицер на Почетния легион (1905)